# Pop! Remixed
Pop! Remixed es el noveno EP publicado del dueto inglés de música electrónica Erasure, lanzado en 2009.
Todas las canciones de este EP fueron compuestas por Vince Clarke y Andy Bell y funciona como el sencillo del álbum Total Pop! The First 40 Hits.

## Descripción
Pop! Remixed, debido a su duración extendida, no fue elegible para el ranking británico. Curiosamente, sólo se liberó al mercado una edición en CD de 10 temas, mientras que las otras versiones (EP, Radio Edit y Promotional Release) se lanzaron por el método de descarga digital.

## Lista de temas

### Compact Disc Version (CDMUTE405)
| N° | Título                                                     | Duración |
| -- | ---------------------------------------------------------- | -------- |
| 1  | Always (2009 Mix)                                          | 4:01     |
| 2  | Victim Of Love (Komputer Mix)                              | 6:21     |
| 3  | Freedom (Mark Pichiotti Strumapella Remix)                 | 8:11     |
| 4  | Drama! (Andy Bell & JC Remix)                              | 8:41     |
| 5  | A Little Respect (Avantara Remix)                          | 6:56     |
| 6  | Fingers & Thumbs (Cold Summer's Day) (Sound Factory Remix) | 9:44     |
| 7  | Ship Of Fools (Soil In The Synth Remix)                    | 5:34     |
| 8  | Always (Manhattan Clique Remix)                            | 7:02     |
| 9  | Chorus (Electronic Periodic Remix)                         | 6:08     |
| 10 | Stop! (Vince Clarke Sync '82 Remix)                        | 6:06     |
|    | Duración Total                                             | 68:49    |

### EP 11 Track Version (Descarga Digital)
| N° | Título                                                     | Duración |
| -- | ---------------------------------------------------------- | -------- |
| 1  | Always (2009 Mix)                                          | 4:01     |
| 2  | Victim Of Love (Komputer Mix)                              | 6:21     |
| 3  | Freedom (Mark Pichiotti Strumapella Remix)                 | 8:11     |
| 4  | Drama! (Andy Bell & JC Remix)                              | 8:41     |
| 5  | A Little Respect (Avantara Remix)                          | 6:56     |
| 6  | Fingers & Thumbs (Cold Summer's Day) (Sound Factory Remix) | 9:44     |
| 7  | Ship Of Fools (Soil In The Synth Remix)                    | 5:34     |
| 8  | Always (Manhattan Clique Remix)                            | 7:02     |
| 9  | Chorus (Electronic Periodic Remix)                         | 6:08     |
| 10 | Stop! (Vince Clarke Sync '82 Remix)                        | 6:06     |
| 11 | Drama! (Dogmatix Dramatical Dub)                           | 6:39     |
|    | Duración Total                                             | 75:28    |

### 4 Track Radio Edit Version (Descarga Digital)
| N° | Título                                                                  | Duración |
| -- | ----------------------------------------------------------------------- | -------- |
| 1  | Always (2009 Mix)                                                       | 4:01     |
| 2  | Fingers & Thumbs (Cold Summer's Day) (Sound Factory Remix) (Radio Edit) | 4:07     |
| 3  | A Little Respect (Avantara Remix) (Radio Edit)                          | 3:33     |
| 4  | Always (Manhattan Clique Remix) (Radio Edit)                            | 8:41     |
|    | Duración Total                                                          | 15:28    |

### 9 Track Promotional Release Version (Descarga Digital)
| N° | Título                                                                  | Duración |
| -- | ----------------------------------------------------------------------- | -------- |
| 1  | Always (Manhattan Clique Remix)                                         | 7:02     |
| 2  | Fingers & Thumbs (Cold Summer's Day) (Sound Factory Remix)              | 9:44     |
| 3  | Drama! (Andy Bell & JC Remix)                                           | 8:41     |
| 4  | A Little Respect (Avantara Remix)                                       | 6:56     |
| 5  | Fingers & Thumbs (Cold Summer's Day) (Sound Factory Remix) (Radio Edit) | 4:07     |
| 6  | Drama! (Dogmatix Dramatical Dub)                                        | 6:39     |
| 7  | Sometimes (12" Version)                                                 | 5:22     |
| 8  | Love To Hate You (Paul Dakeyne Remix)                                   | 5:56     |
| 9  | A Little Respect (Extended Mix)                                         | 6:40     |
|    | Duración Total                                                          | 61:36    |

## Datos adicionales
Este EP tiene la duración de un álbum y se trata de una actualización con remixes de clásicos de la banda, debido a la edición del álbum recopilatorio Total Pop! The First 40 Hits.
El corte de difusión fue Always (2009 Mix), una versión remozada del clásico Always.